# Janet Yellen
Janet Yellen (13 d'agost de 1946) és una economista estatunidenca, presidenta entre 2014 i 2018 del consell de la Reserva federal. Anteriorment havia estat vicepresidenta del consell i assessora econòmica de l'administració de Bill Clinton. També ha estat professora a la Universitat de Califòrnia a Berkeley i a la Haas School of Business. Nomenada per Barack Obama per succeir Ben Bernanke, va ser la primera dona en ostentar aquesta posició i una de les més poderoses del món en aquells anys, segons la Revista Forbes.
Doctorada per la Universitat Yale, se'n destaca una marcada tradició keynesiana, la defensa de polítiques d'estímul monetari i una preocupació per la taxa d'atur per sobre de la d'inflació. Des de 2021 és la Secretària del Tresor dels Estats Units.